# فرانسيسكو تاريو
فرانسيسكو تاريو (بالإسبانية: Francisco Tario) هو الاسم الأدبي للكاتب المكسيكي فرانسيسكو بيلايث فيغا (2 ديسمبر 1911 – 30 ديسمبر 1977)، الذي يُعد من أبرز الأسماء في الأدب المكسيكي غير التقليدي في القرن العشرين، واشتهر بأعماله التي تمزج بين السوريالية، والغرابة، والفانتازيا السوداء.

## حياته
وُلد فرانسيسكو تاريو في مكسيكو سيتي لعائلة من أصول إسبانية، وكان في بدايات حياته لاعبًا لكرة القدم، حيث لعب كحارس مرمى لنادي أتلانتي المكسيكي. غير أن شغفه بالأدب تفوّق لاحقًا على ميوله الرياضية، فكرّس حياته للكتابة.

## مسيرته الأدبية
كتب تاريو في عدد من الأجناس الأدبية، بما في ذلك القصص القصيرة، والمسرحيات، والنصوص التأملية. نُشرت مجموعته القصصية الأولى بعنوان La noche عام 1943، ولاقت اهتمامًا في أوساط المهتمين بالأدب الغرائبي. تبعتها أعمال مثل La puerta en el muro، والتي أثبتت حضوره كصوت فريد خارج التيارات الأدبية السائدة في المكسيك آنذاك.

## أسلوبه وتأثيره
اتسمت كتاباته بجو سريالي يقترب من الكوابيس، حيث تنعكس فيها مواضيع الموت، والظلام، واللامرئي. وغالبًا ما يُقارن بأساليب خوان خوسيه أريولا وخوان رولفو، إلا أن طابعه الأدبي كان أكثر انزلاقًا نحو الفنتازيا والميتافيزيقا.

## سنواته الأخيرة
انتقل تاريو في سنواته الأخيرة إلى مدريد، حيث عاش في عزلة نسبية حتى وفاته في عام 1977. وعلى الرغم من قلة عدد منشوراته مقارنة بغيره من الكُتّاب، إلا أن مكانته ككاتب "طائفي" Cult Writer ترسّخت بين قرّاء الأدب الغرائبي في العالم الناطق بالإسبانية.